# Amnéville
Amnéville (in tedesco Amenweiler) è un comune francese di 10 181 abitanti situato nel dipartimento della Mosella nella regione della Lorena.

## Società

### Evoluzione demografica
Abitanti censiti

## Sport

### Impianti sportivi
Nella città è presente una pista da sci indoor nella quale si sono disputate, a partire dal 2008, diverse competizioni di sci alpino (gare FIS e di Coppa Europa). Il 7 novembre 2009 l'impianto ha ospitato la prima gara organizzata dalla nuova federazione europea di sci, la ESF, dichiarata illegale dal presidente della Federazione Internazionale Sci, Gian-Franco Kasper.